# جامعة تينيسي كلية الطب
جامعة تينيسي كلية الطب (بالإنجليزية: University of Tennessee College of Medicine)‏ هي إحدى الكليات لتدريس الطب في الولايات المتحدة الأمريكية. تقع في مدينة ممفس في ولاية تينيسي الأمريكية. نوع الشهادة الطبية التي يتم تحصيلها هناك هي دكتور في الطب.